# Silent Jealousy
A Silent Jealousy az X japán heavymetal-együttes hatodik kislemeze, mely 1991. szeptember 11-én jelent meg a Sony kiadásában. A lemez 3. volt az Oricon slágerlistáján és 18 hétig szerepelt rajta. 1991 novemberében aranylemez lett.

## Egyéb megjelenések
1993. november 21-én az SME Records X² (ダブルエックス; Daburu ekkuszu; Hepburn: Daburu Ekkusu; „Dupla X”) címmel rövidfilmet jelentetett meg az X című manga alapján, melynek zenei aláfestését az X Japan dalai adták: a Silent Jealousy, a Kurenai és az Endless Rain. Az X című dalhoz a manga alapján videóklipet is rendezett Rintaro animerendező.
A dal feldolgozása megjelent az ausztrál Lord együttes 2007-es Ascendence című albumának japán kiadásán; Niva Hideaki énekelte fel. A finn Sonata Arctica powermetal-együttes japán turnéjuk egyik koncertjén a dal egy részletét adta elő, Tony Kakko szerint a dal „abszolút lenyűgöző”, de olyan gyors részek vannak benne, amelyek nem illenek a Sonata Arctica stílusához. Chris Jericho birkózó ezt a dalt használta bevonuló zeneként Japánba való visszatérésekor.

## Számlista
Az összes dalszöveg szerzője Yoshiki. 
| #  | Cím             | Zene    | Hossz |
| -- | --------------- | ------- | ----- |
| 1. | Silent Jealousy | Yoshiki | 7:19  |
| 2. | Sadistic Desire | hide    | 6:05  |

## Közreműködők
- Toshi – vokál
- Pata – gitár
- hide – gitár
- Taiji – basszusgitár
- Yoshiki – dobok, zongora

További közreműködők
- Társproducer: Cuda Naosi
- Keverés: Rich Breen
- Borítófénykép: Ikeda Micsihiro

## Fordítás
Ez a szócikk részben vagy egészben  a   Week End (X Japan song) című angol Wikipédia-szócikk fordításán alapul.  Az eredeti cikk szerkesztőit annak laptörténete sorolja fel. Ez a jelzés csupán a megfogalmazás eredetét és a szerzői jogokat jelzi, nem szolgál a cikkben szereplő információk forrásmegjelöléseként.